# ゲイン (漫画)
『ゲイン』は、なかいま強による日本の漫画作品。ラグビーを題材としている。『週刊少年サンデー』（小学館）にて、1997年1号から1998年35号にかけて連載された。

## あらすじ
運動神経抜群だがトラブルメーカーのため、なかなか運動部に馴染めなかった夏井 球生（なつい たまき）がラグビー部に入って活躍する物語。

## 登場人物

### 亀尾高校

#### 亀尾高校ラグビー部
夏井 球生（なつい たまき）
本作の主人公。身長175cm、体重70kg。ポジションはN0.8。作中の後半からはセンターに転向する。母から3年間部活を続ければ父が残した金を自由に使えると言われて部活探しに奮闘するも暴れん坊の性格でなかなかなじめず将棋部や野球部をクビにされている。サッカー部にいた時ラグビー部とひと悶着あり、それがきっかけでラグビー部に入部。ルールに関しては不勉強で、作中終盤になってもオフサイドを犯したことをまったくわかっていなかった（密集に思い切り前から入り、レフリーにオフサイドを宣告されると「奥さんと…何？」などと発言している）。
沢木 達吉（さわき たつよし）
ラグビー部のキャプテン。身長174cm、体重73kg。ポジションはフランカー。夏井に大きな期待をよせている。
武地 圭吾（たけち けいご）
ポジションはロック。身長190cm、体重94kg。夏井をラグビー部に勧誘した。パワーはラグビー部でNo.1。
浅井 慎介（あさい しんすけ）
通称「トリス」。夏井に無理やり誘われてラグビー部に入部。
二反田 孝三（にたんだ こうぞう）
ポジションはフルバック。
佐倉 一平（さくら いっぺい）
ポジションはスタンドオフ。相手を躱すランテクニックとパスには定評がある。
峯 太一郎（みね たいちろう）
ポジションはウイング。身長172cm、体重62kg。100m11秒台の快足の持ち主。部内では「サイドステップの峯」と呼ばれている。
栢 恵輔（かや けいすけ）
ポジションはセンター。絶妙なタイミングで相手を切り崩すハンドオフを得意としている。
千原 越郎（ちはら こしろう）
ポジションはスクラムハーフ。人をめったに褒めない。
宍戸 潤（ししど じゅん）
ポジションはセンター。夏井からは「あごひげ」と呼ばれている。
時吉 尚（ときよし なお）
ポジションはバックス。補欠。夏井には期待をかけている。
赤星 操（あかぼし みさお）
ポジションはロック。夏井が入部してからはレギュラー落ちして、補欠になっている。
山崎 円（やまざき まどか）
ポジションはプロック。
栗田 琢也（くりた たくや）
ポジションはフォワード。補欠。
杉浦 学（すぎうら まなぶ）
ポジションはバックス。補欠。
加地 茂助（かじ もすけ）
ラグビー部の監督。学校から無理やり監督を押しつけられており、本人は一切やる気がない。
平瀬 理沙（ひらせ りさ）
ラグビー部マネージャー。高校性活での目標を3年連続の生徒会長就任としている。
森 一恵（もり かずえ）
ラグビー部マネージャー。自分の周りで騒動が起こることを面白がっている。
大屋 紀子（おおや のりこ）
ラグビー部マネージャー。もともとマネージャーをやる気がなかった。しかし、キャプテンの沢木に出会って好きになる。
美斎津（みさいづ）
ラグビー部OB。ラグビー部が花園に出場した時のメンバーの1人。当時の高校日本代表のNo.8にも選ばれるなど、その実力は高く評価されていた。

#### 亀尾高校の人物
小林（こばやし）
夏井とは中学が一緒。夏井からは「田中」と間違われて呼ばわれている。
護江久（ごえく）
140kmを超える剛速球を投げるが、コントロールが悪い。
野球部の監督
部員達からは「使えない部員に対してはとことん冷酷」と恐れられている。夏井を辞めさせるために、あえてコントロールの悪い護江久をバッテイングピッチャーに指名。
サッカー部のキャプテン
夏井がサッカー部に入ろうとした時、他の部員は反対したが、「戦力になるかもしれない」と最後まで夏井の可能性を信じていた。しかし、最終的には「やっぱり無理」と諦めた。

### 大井川工業
樋口 要（ひぐち かなめ）
ポジションはスタンドオフ。その正確無比なキックは監督からも高く評価され、今後の大井川工業を担うエースと注目されている。
上島（かみしま）
大井川工業のラグビー部マネージャー。マネージャー業の他に二軍選手のチェックも任されるなど、監督の信頼は厚い。
伝外 佐平次（でんがい さへいじ）
大井川工業ラグビー部監督。

### その他の人物
夏井球生の母
夏井の母親。現在は魚市場の手伝いと喫茶店「フジビ」のアルバイトを掛け持ちしながら、夏井を女手一つで育てている。
大八木 淳史（おおやぎ あつし）
ラグビー日本選手権で、神戸製鋼が成し遂げたV7の立役者。ラグビー日本代表としても活躍していた。現在は子供たちにラグビーの楽しさを教えるために、タグラグビーの指導を行っている。美斎津とは高校日本代表で共に戦って以来の友人。実在の人物である大八木淳史がモデルだと思われる。
西川 達博（にしかわ たつひろ）
夏井が小学2年生の頃に2年3組のクラス委員を務めていた男子。ドッジボールであまりにも速い球を投げすぎて、誰も取れないため異議を申し立てた。今度は、夏井のヘロヘロボールでチームが負けてしまい、再び異議を申し立てた。その後、夏井から怒りを買ってしまい、ボールを顔面に10発当てられる。
乳子ちゃん
ラグビー部が行った強化合宿で、助っ人として呼び寄せられた牛。愛称は「おっぱいちゃん」。
ベンジャミン君
ラグビー部が行った強化合宿で、助っ人としてラグビーの本場オーストラリアから呼び寄せられたエミュー。すばしっこい。

## 用語
亀尾高校
夏井が通う高校。ラグビー部は県大会ベスト8の成績を収めるなど優秀。しかし、花園に行くにはまだまだ実力不足で程遠い。
大井川工業
ラグビーの強豪。花園の常連校。前回大会は亀尾高校に100対0で完勝している。部員も多く、一軍と二軍に分けられている。ジャージーが黒一色であることやドライビングモールが最大の必殺技であることなどから、相模台工業がモデルと思われる。

## 書誌情報
- なかいま強『ゲイン』 小学館〈少年サンデーコミックス〉、全7巻

| 巻数 | 発売日             | ISBN               | [ゲイン]への熱きメッセージ | 備考  |
| ---- | ------------------ | ------------------ | -------------------------- | ----- |
| 1    | 1997年8月9日発売   | ISBN 4-09-125271-0 | 大八木淳史                 | [ 3 ] |
| 2    | 1997年10月18日発売 | ISBN 4-09-125272-9 | 元木由記雄                 | [ 4 ] |
| 3    | 1998年1月17日発売  | ISBN 4-09-125273-7 | 堀越正巳                   | [ 5 ] |
| 4    | 1998年3月18日発売  | ISBN 4-09-125274-5 | 永友洋司                   | [ 6 ] |
| 5    | 1998年6月18日発売  | ISBN 4-09-125275-3 | シナリ・ラトゥ             | [ 7 ] |
| 6    | 1998年9月18日発売  | ISBN 4-09-125276-1 | 村田亙                     | [ 8 ] |
| 7    | 1998年10月17日発売 | ISBN 4-09-125277-X | 平尾誠二                   | [ 9 ] |